# Celebarches fujitai
Celebarches fujitai là một loài tò vò trong họ Ichneumonidae.